# Habib Essid

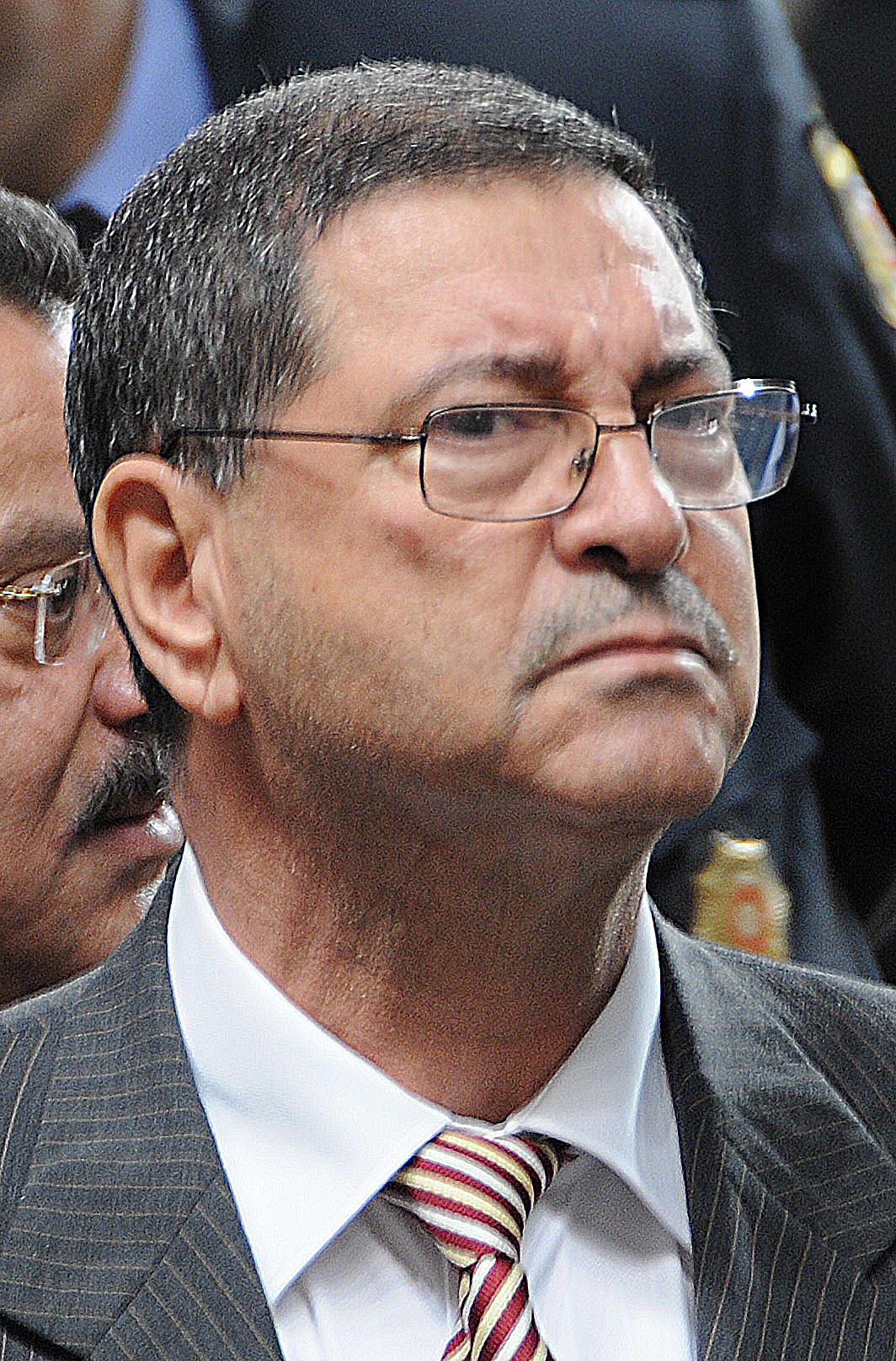
Habib Essid (2011)

Habib Essid (arabisch الحبيب الصيد, DMG al-Ḥabīb aṣ-Ṣaid; * 1. Juni 1949 in Sousse) ist ein parteiloser tunesischer Ökonom und Politiker. Er war vom 6. Februar 2015 bis zum 26. August 2016 tunesischer Ministerpräsident unter Präsident Beji Caid Essebsi und gilt als Experte für Sicherheit, Wirtschaft und Regionalbelange.

## Ausbildung und Verwaltungslaufbahn
Essid erwarb seinen Studienabschluss in Wirtschaftswissenschaft an der Universität Tunis 1971. Er erhielt 1974 an der University of Minnesota (Vereinigte Staaten) einen Master in Agrarökonomie.
Daraufhin trat Essid in die tunesische Verwaltung ein und war in der Generaldirektion für den ländlichen Raum von 1975 an für Bewässerung zuständig. Ab 1980 war Essid Leiter des Amtes für Bewässerung in Gafsa und Djerid und dann Generaldirektor für regionale Landwirtschaft, ab 1988 für Kairouan und von 1989 an für Bizerte. Von 1993 an war Essid Kabinettschef im Landwirtschaftsministerium und bis 2001 in derselben Funktion im Innenministerium Tunesiens. Von Januar 2001 bis Juni 2003 war er Staatssekretär im Landwirtschaftsministerium, bis September 2002 zuständig für Fischerei und dann für Umwelt.
Im Juni 2003 schied er aus der Verwaltung aus, um Président-directeur général des Trans-Sahara-Pipeline-Projekts (TRAPSA) zu werden (bis November 2004). Von 2004 bis 2007 oder 2010 war Essid geschäftsführender Direktor des internationalen Olivenrates (OIC) in Madrid.

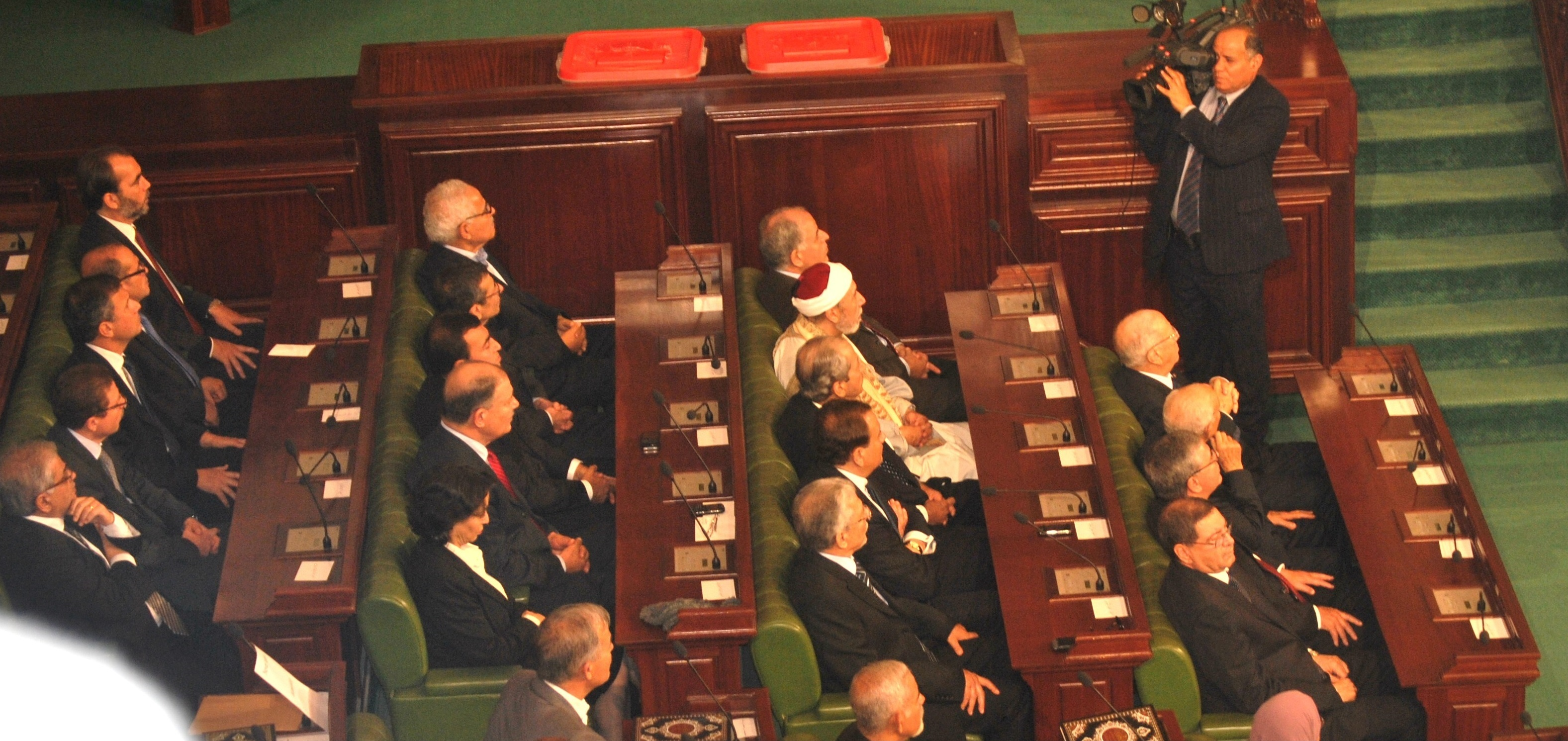
Kabinett Essebsi in der Volksrepräsentantenversammlung, November 2011 (Essid in der ersten Reihe rechts unten)

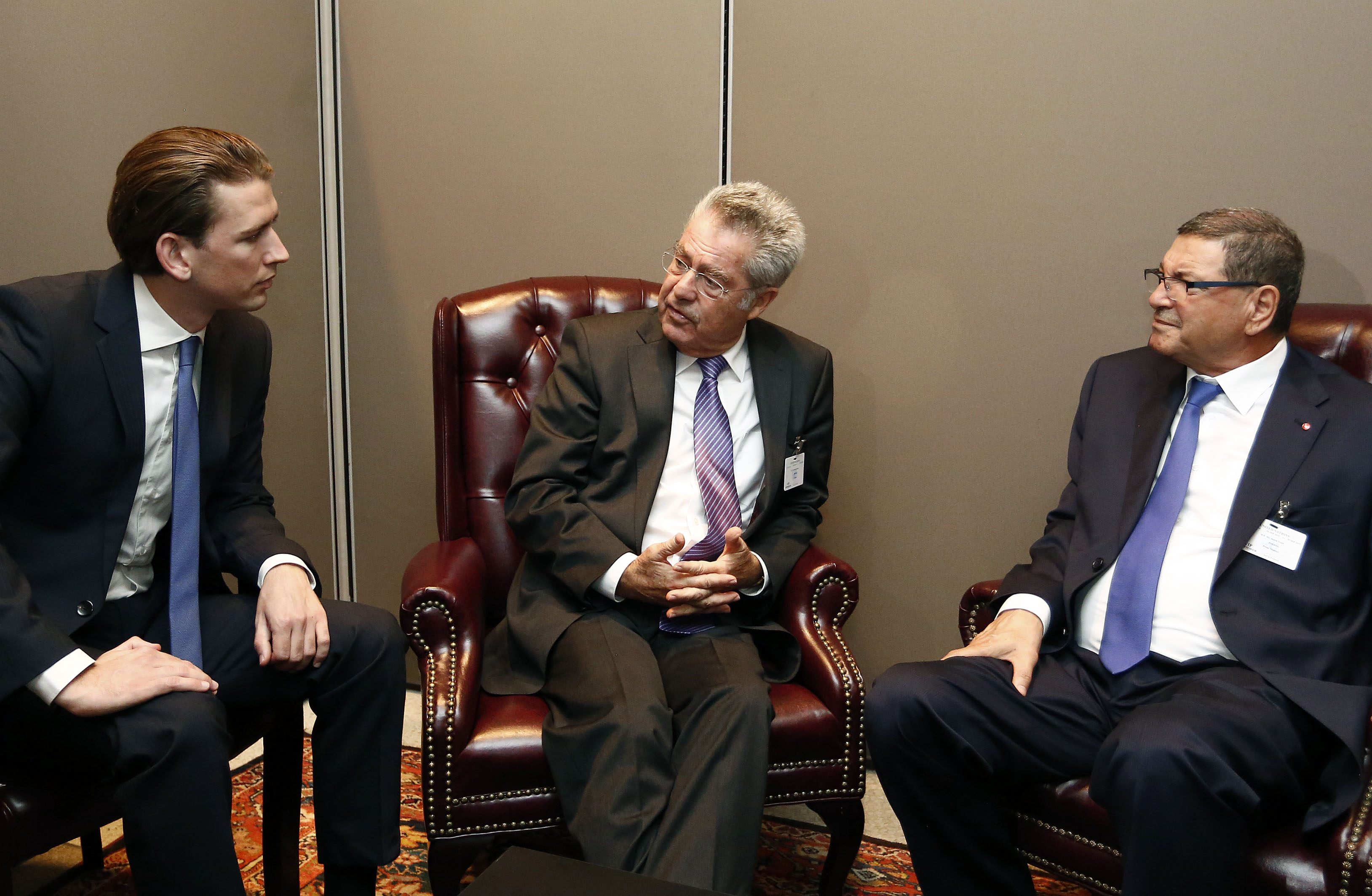
Essid (rechts) mit Sebastian Kurz und Heinz Fischer während der UNO-Generalversammlung, September 2015

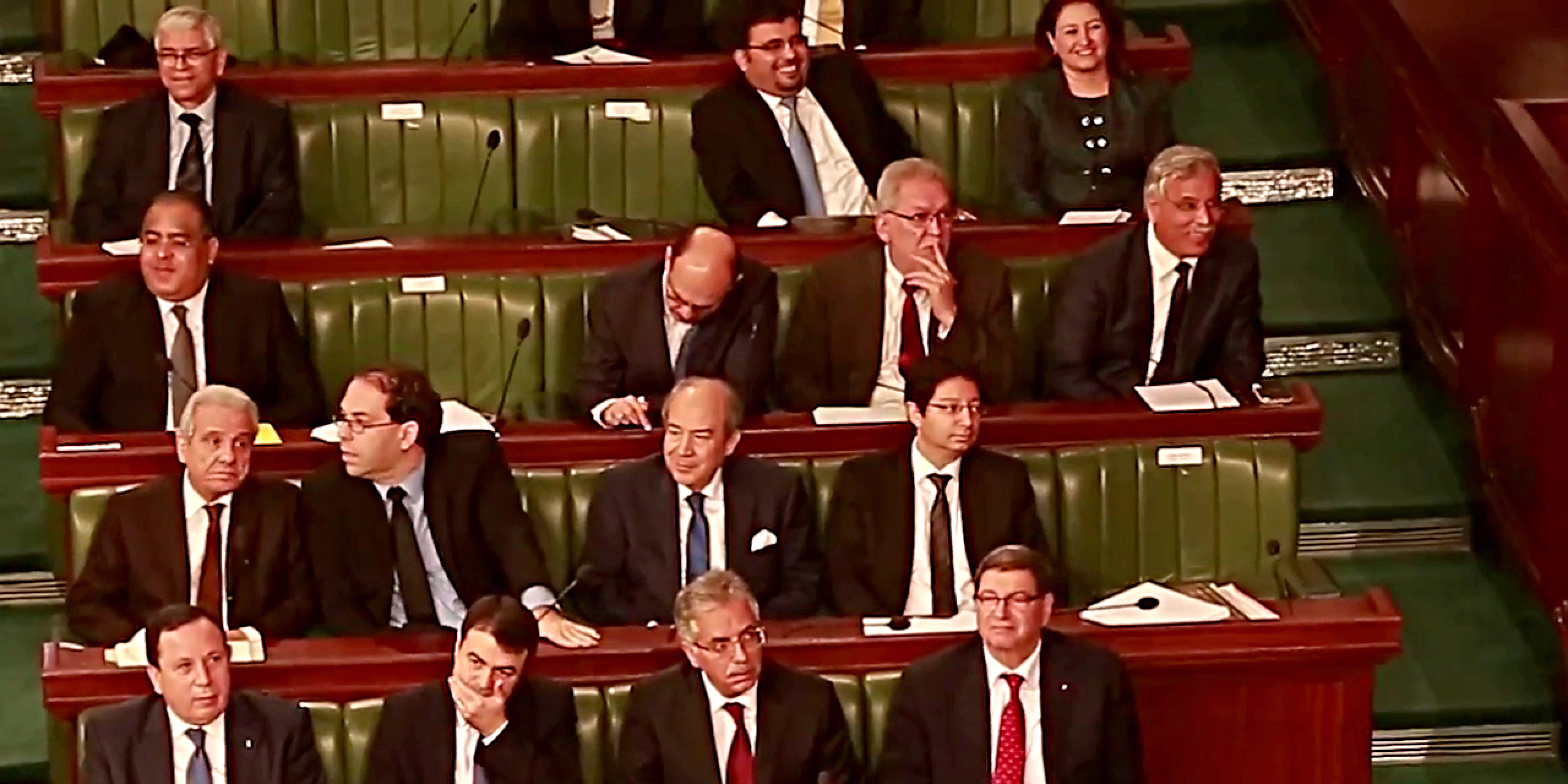
Kabinett Essid in der Volksrepräsentantenversammlung, Januar 2016 (Essid in der ersten Reihe rechts)

## Minister und Ministerpräsident nach der Revolution
Nach der Revolution in Tunesien 2010/2011 berief der Übergangspremier Beji Caid Essebsi Essid am 28. März 2011 zum Innenminister seiner Technokratenregierung, nachdem er von Februar 2011 an Berater des Übergangspremiers gewesen war. Er schied nach der Bildung des von der gemäßigt islamistischen Ennahda geführten Kabinetts Jebali Ende 2011 aus dem Amt, wurde aber von Premier Hamadi Jebali am 17. April 2012 zum Sicherheitsberater ernannt.
Am 5. Januar 2015 einigte sich die Parteispitze von Nidaa Tounes, die die erste freie Parlamentswahl 2014 gewonnen hatte, auf den parteilosen Essid als Kandidaten für das Amt des Premierministers. Die zweitgrößte Partei im Parlament, Ennahda, signalisierte gegen diese Wahl keine Bedenken, sodass Essid als Konsenskandidat gelten konnte. Andere, kleinere Parteien wie die Volksfront äußerten Missfallen über diese Entscheidung, da Essid bereits der vorrevolutionären Elite angehört hatte. Der neue tunesische Präsident Beji Caid Essebsi beauftragte Essid am 5. Januar 2015 mit der Regierungsbildung, sodass Essid laut Art. 89 der tunesischen Verfassung von 2014 einen Monat Zeit hatte, ein Kabinett zusammenzustellen und sich dem Vertrauensvotum der Volksrepräsentantenversammlung zu stellen, um vom Präsidenten ernannt werden zu können. Die zweitgrößte Partei Ennahda gab am 11. Januar nach einem Treffen mit Essid bekannt, sich an seiner Regierung beteiligen zu wollen. Am 23. Januar stellte Essid einen Vorschlag für ein Kabinett vor, das weitgehend aus Experten bestehen sollte, überraschenderweise aber ohne Beteiligung Ennahdas. Neben der stärksten Partei Nidaa Tounes hätten der Regierung Mitglieder der säkularen Kleinpartei UPL, nicht aber der Afek Tounes angehört, sodass die Regierung mit 102 Sitzen im Parlament sieben von einer eigenen Mehrheit entfernt gewesen wäre: Ennahda kündigte an, die Regierung nicht unterstützen zu wollen, da kein klares Ziel und kein Bemühen um nationale Einheit erkennbar seien. Da auch von der einflussreichen Gewerkschaft UGTT sowie aus den Reihen anderer Parteien und aus Nidaa Tounes selbst Kritik an Essids Kabinettsvorschlag kam, wurde die auf den 27. Januar angesetzte Vertrauensabstimmung im Parlament vertagt. Essid gelang es, auch Ennahda und Afek Tounes zu einer Regierungsbeteiligung zu bewegen, und er gewann mit einem neuen Kabinettsvorschlag die Vertrauensabstimmung im Parlament am 5. Februar 2015 mit 166 von 217 Stimmen. Am 6. Februar 2015 trat sein Kabinett die Arbeit als tunesische Regierung an.
Essid wurde während seiner Amtszeit mit stärker werdenden Wirtschaftsproblemen und sozialen Unruhen konfrontiert. Seine Position wurde durch politische Manöver innerhalb der Partei Nidaa Tounes untergraben und er erntete Kritik der aus vier Parteien bestehenden Regierungskoalition sowie der Oppositionsparteien. Am 30. Juli 2016, knapp 18 Monate nach Amtsantritt, stellte Essid im Parlament die Vertrauensfrage, nachdem er zuvor mehrmals von Beji Caid Essebsi aufgefordert worden war, zurückzutreten und Platz für eine Regierung der Nationalen Einheit zu machen. Insgesamt sprachen 118 der 191 anwesenden Abgeordneten ihr Misstrauen aus. Drei Abgeordnete unterstützten Habib Essid, während die restlichen Parlamentarier sich enthielten. Essid hatte zuvor geäußert, im Falle einer eventuellen Niederlage einen reibungslosen Regierungswechsel vorzubereiten. Er wurde am 27. August 2016 im Amt des Ministerpräsidenten von Youssef Chahed abgelöst, der mit seinem Kabinett am Tag zuvor von der Volksrepräsentantenversammlung das Vertrauen ausgesprochen bekommen hatte.

## Persönliches
Essid ist verheiratet und hat drei Kinder.